# Afghanistan ai Giochi olimpici
L'Afghanistan ha partecipato per la prima volta ai Giochi olimpici nel 1936.
Gli atleti afghani hanno vinto due medaglie olimpiche grazie a Rohullah Nikpai che ha conquistato due medaglie di bronzo nel taekwondo.  Non hanno mai partecipato ai Giochi olimpici invernali.
Il Comitato Olimpico Nazionale della Repubblica Islamica dell'Afghanistan, creato nel 1935, venne riconosciuto dal CIO nel 1936.

## Medaglieri

### Medaglie alle Olimpiadi estive
| Giochi                 | Oro              | Argento          | Bronzo           | Totale           |
| ---------------------- | ---------------- | ---------------- | ---------------- | ---------------- |
| 1936 Berlino           | 0                | 0                | 0                | 0                |
| 1948 Londra            | 0                | 0                | 0                | 0                |
| 1952 Helsinki          | non partecipante | non partecipante | non partecipante | non partecipante |
| 1956 Melbourne         | 0                | 0                | 0                | 0                |
| 1960 Roma              | 0                | 0                | 0                | 0                |
| 1964 Tokyo             | 0                | 0                | 0                | 0                |
| 1968 Città del Messico | 0                | 0                | 0                | 0                |
| 1972 Monaco            | 0                | 0                | 0                | 0                |
| 1976 Montreal          | non partecipante | non partecipante | non partecipante | non partecipante |
| 1980 Mosca             | 0                | 0                | 0                | 0                |
| 1984 Los Angeles       | non partecipante | non partecipante | non partecipante | non partecipante |
| 1988 Seul              | 0                | 0                | 0                | 0                |
| 1992 Barcellona        | non partecipante | non partecipante | non partecipante | non partecipante |
| 1996 Atlanta           | 0                | 0                | 0                | 0                |
| 2000 Sydney            | non partecipante | non partecipante | non partecipante | non partecipante |
| 2004 Atene             | 0                | 0                | 0                | 0                |
| 2008 Pechino           | 0                | 0                | 1                | 1                |
| 2012 Londra            | 0                | 0                | 1                | 1                |
| 2016 Rio De Janeiro    | 0                | 0                | 0                | 0                |
| 2020 Tokyo             | 0                | 0                | 0                | 0                |
| 2024 Parigi            | 0                | 0                | 0                | 0                |
| Totale                 | 0                | 0                | 2                | 2                |

### Medagliati
| Medaglia | Atleta          | Edizione     | Sport     | Evento       |
| -------- | --------------- | ------------ | --------- | ------------ |
| Bronzo   | Rohullah Nikpai | Pechino 2008 | Taekwondo | 58 kg uomini |
| Bronzo   | Rohullah Nikpai | Londra 2012  | Taekwondo | 68 kg uomini |